# Gal Knaz
Gal Knaz (in ebraico גל קנז‎?; Gan Shmuel, 25 dicembre 1960) è un ex cestista israeliano.

## Carriera
Con Israele ha partecipato ai Campionati europei del 1981.